# Thérésa (Sängerin)

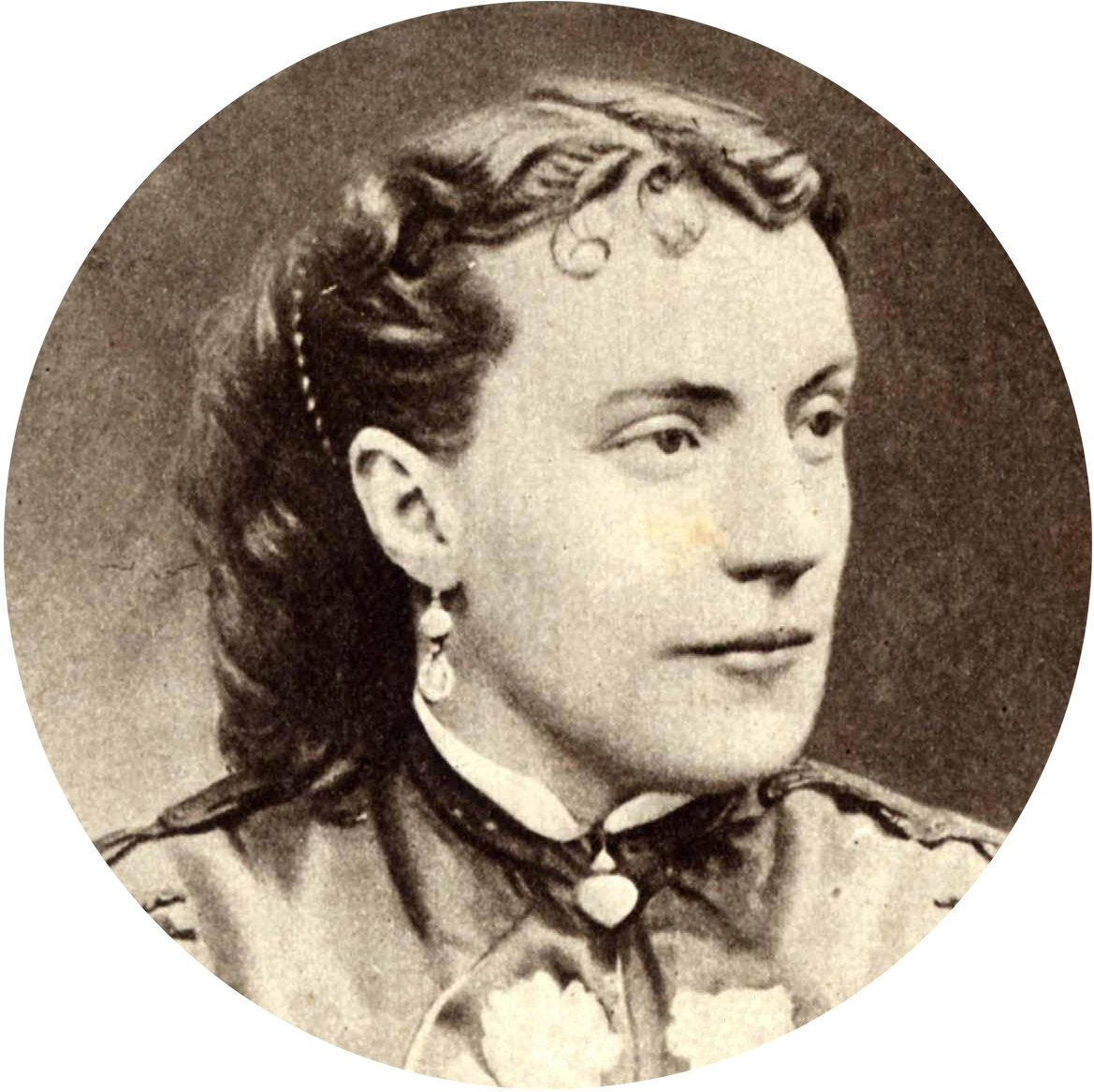
Thérésa, Photo von Carjat, 1870

Thérésa (* 25. April 1837 in La Bazoche-Gouet als Eugénie Emma Valladon; † 14. Mai 1913 in Neufchâtel-en-Saosnois) (Sarthe) war eine französische Sängerin u. a. komischer Lieder. Sie war einer der bekanntesten Stars der Café-concerts des ausgehenden 19. Jahrhunderts.

## Biographie

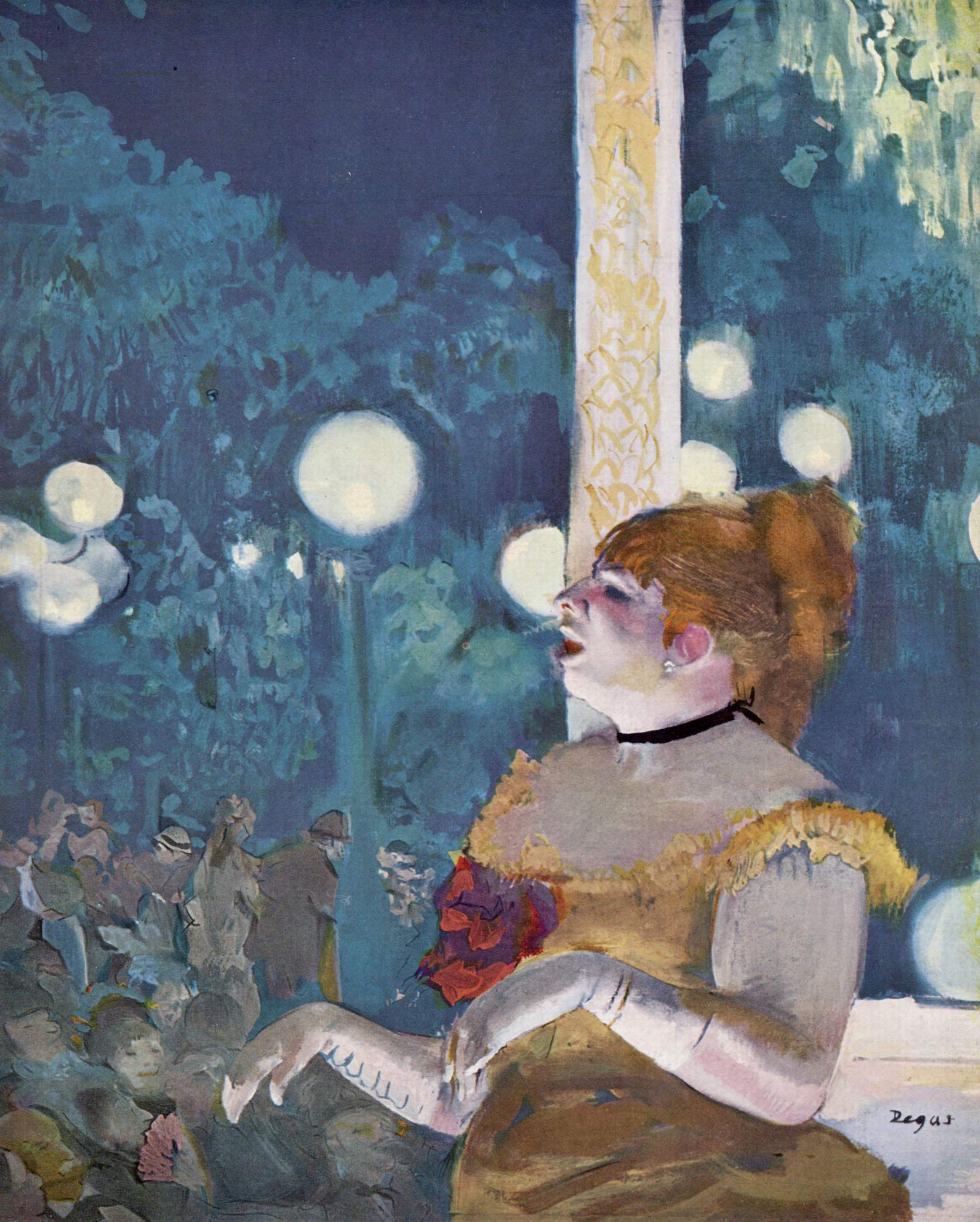
La Chanson du chien. Porträt von Degas (um 1876).

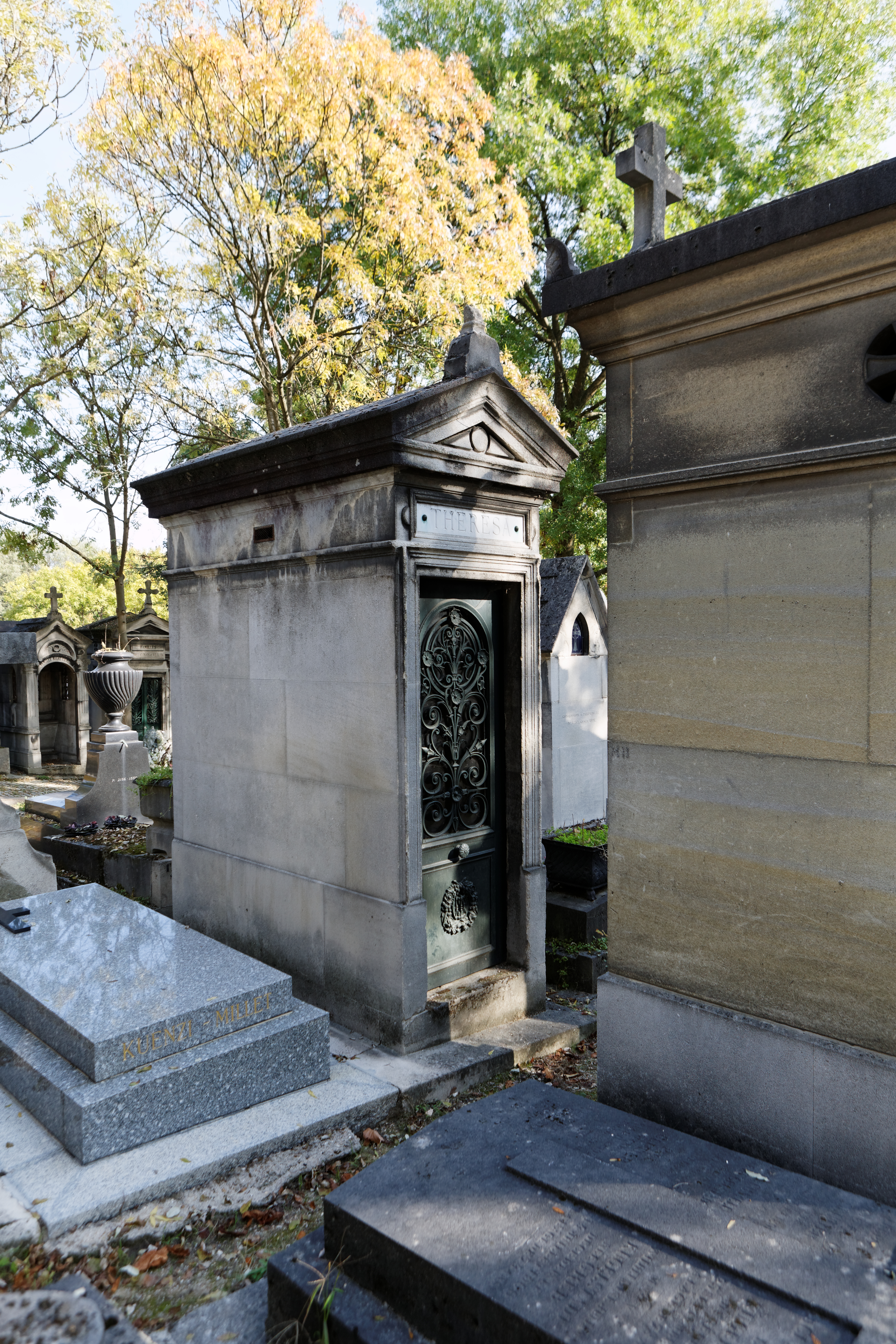
Grabstelle auf Père-Lachaise

Sie war die Tochter des Unterhaltungsmusikers Michel Valladon und der Schneidern Eugénie Cazon und wuchs in der ländlichen Gemeinde La Bazoche-Gouet unter sehr ärmlichen Verhältnissen auf. Mit 12 Jahren begann sie in der Hauptstadt Paris eine Lehre als Modistin. Im Alter von 19 Jahren begann sie in einigen Pariser Café-concerts auftreten. Ihr Debüt gab sie dabei im Café Moka in der Rue de lune. Die Zeitschrift Tintamarre merkte, in Anspielung auf ihre Physiognomie und Art des Vortrags, dazu an: „Ein großer Mund für so ein kleines Etablissement“. Eine Betrachtung ihrer Äußerlichkeiten, die sich noch in vielen späteren Karikaturen seiner Zeit wiederfinden sollte. Sie sang auch im Café Geant am Boulevard du Temple, wenn auch ohne großen Erfolg.
Während einer Weihnachtsaufführung 1862 entdeckte sie Arsène Goubert, der zu dieser Zeit das L'Alcazar d'hiver leitete. Er bot ihr 300 Franc pro Monat an, damit sie in seinem Café auftrat. Hier erschien sie dann erstmals unter ihrem Künstlernamen Thérésa. Bereits nach einem Monat überhäufte sie die Pressekritik, insbesondere durch die Stimme Jules Barbey d'Aurevillys, wie auch das Publikum mit viel Lob. So trat sie auch in Rom und Sankt Petersburg auf. Sie hatte Auftritte auch an europäischen Höfen, so u. a. am Hofe Napoleon III. Sie sang Lieder aus Operetten von Offenbach, wie auch Werke von Gounod. Ähnlich wie ihre Kollegin Suzanne Lagier trug sie, einer damaligen, von Gioachino Rossini ins Pariser Leben gerufenen Mode folgend, Jodelgesänge vor, die beliebten Tyroliennes. Dazu trug sie gelegentlich alpin-folkloristische Kleidung und sang mit einem elsässischen, bzw. deutschen Akzent. Zusammen mit ihrer Popularität wuchs auch ihre Präsenz in den damaligen Satirezeitschriften. Oft wurde sie, vornehmlich von André Gill in seiner Zeitschrift La Lune, karikiert.
Ab 1867 musste sie aufgrund einer Erkrankung ihres Kehlkopfes (Laryngitis), bei der sie ihre zeitweilig ihre Stimme verlor, lange pausieren. Sie kehrte nach zwei Jahren, 1869, mit ihrem erfolgreichen Lied Les canards tyroliens (Die Enten von Tirol) auf die Bühne zurück.
Sie spielte auch am Theater, u. a. am Théâtre de la Porte Saint-Martin, wo sie aber eher durch das Vortragen populärer Schlager hervortrat. Sie wurde von einigen mit Sarah Bernhardt verglichen, welche sich zur gleichen Zeit einen Namen machte. Sie war auch eine der ersten Künstler, die ihren Namen für Werbezwecke hergaben.
1870 wurde ihr von Jacques Offenbach vorgeschlagen, einen Part in einem von ihm projektiertem Stück zu übernehmen, welcher sich über die Preußen lustig machen sollte. Sie sollte einen grotesk wirkenden deutschen Kaiser darstellen, der Zeilen singen sollte wie:
„O Vaterland ! Sigmaringen, Osnabruck,
Baden-Baden, Hohenzollern, Hohenloh!
Zwei Bock-bier, Kirschwasser, Offenbach,
Choucroutausen, Saucissonausen, Cervelag!  (übersetzt: Sauerkrauthausen, Wursthausen, Zervelat!)
Laï-tou...“
Durch den verlorenen Deutsch-Französischen Krieg kam es jedoch nicht mehr dazu.
Im Jahr 1893, im Alter von 56 Jahren und sehr wohlhabend, nahm sie im Théâtre de la Gaîté Abschied von der Bühne, jedoch sang sie im darauf folgenden Jahr noch ein letztes Mal im Le Chat Noir.
Emma Valladon starb im Alter von 76 Jahren. Ihre Grabstelle befindet sich auf dem Friedhof Père-Lachaise in Paris (Division 35). Ihre „Memoiren“, welche auch unter diesem Namen veröffentlicht wurden, schrieb sie aber bereits sehr früh im Jahr 1865, auf dem Höhepunkt ihr Bekanntheit.

## Beschreibung durch Zeitgenossen
„Theresa hat, neben ihrer Originalität, die wertvollsten Qualitäten: die Stimme ist klar, rustikal und in ihrer Aussendung perfekt. Die Aussprache ist ein Wunder der Klarheit und die verbindende Heiterkeit der Künstlerin ist unvergleichlich. Das, was ihre Verleumder in großes Geschrei hat ausbrechen lassen, ist weniger auf Thérésa zurückzuführen, denn auf andere Gründe, die man berücksichtigen muss: Theresa, mit ein paar Ausnahmen, hat nur ein herzzerreißendes und beklagenswertes Repertoire zu eigen. Wer ist schuld? Publikumsgeschmack. Dieser war nicht von bester Gesundheit in einem Zeitalter, wo es an der Spitze faulte. Da konnte auch unten nichts vibrieren. Theresa war nur die populäre Künstlerin, wie es der Tagesgeschmack erlaubte. Wenn ihr Auditorium, anstatt ihr die Unsauberkeit vorzuschreiben, die in den niedrigen Schichten sickert, von ihr gefordert hätte, dass sie nur rustikale und starke, saubere Werke interpretierte, würde sie weit mehr die große Künstlerin des Volkes […] sein.“
„Theresa ist von ihrer Physiognomie her die Frau, die man sich gut mit geschlossenen Augen vorstellen kann. Das Aussehen ist klar, strahlenden Gesicht, frei von der Leber weg, breiter Mund. […] Theresa macht Schule. Viele Huren haben versucht, sie nachzuahmen; aber es geschah, was immer geschieht, in solchen Fällen; es ist ihnen lediglich gelungen ihre Fehler zu kopieren und die katastrophale Ära des PRIMA-SCHREIHALS (original: PRIMA-GUEULA) des Bierkrugs zu erschaffen.“ (Léon Bienvenu, bekannt als Touchatout, in der Satirezeitschrift Le Trombinoscope, Paris, Januar 1873)
„Und schließlich große Thérésa! Ah! die Kritiker rufen sie nicht mehr, wie früher, Die Patti des Bierkrugs (‚Patti de la chope‘), Rigolboche (etwa: komischer/alberner Mund) des Chansons! Sie hat ihr Repertoire erweitert und ihrer fröhlichen Laute eine Saite eingefügt. Sie singt und trägt jetzt mit einer Autorität zarte, patriotische, soziale und dramatische Werke vor. Es ist eine neue Offenbarung, aber sie hat die lustigen Lieder der Vergangenheit nicht aufgegeben. [...] Sie beweist wieder einmal, dass ein Café concert eine Schule guter Sprechweise ist, was niemand offen zugeben mag. [...] (Edmond) Got, der bekannte Komödiendarsteller der Franzosen, Professor seines Konservatoriums, sagt eines Tages zu seinen Schülern: ‚Wenn Sie lernen wollen, wie man gut ausspricht und phrasiert, sehen Sie ins Gesicht.‘ Das Gesicht, das war das L'Alcazar d'hiver, und Thérésa sang dort.“ (ihr Kollege Paulus in seinen Memoiren)

## Karikaturen auf Thérésa

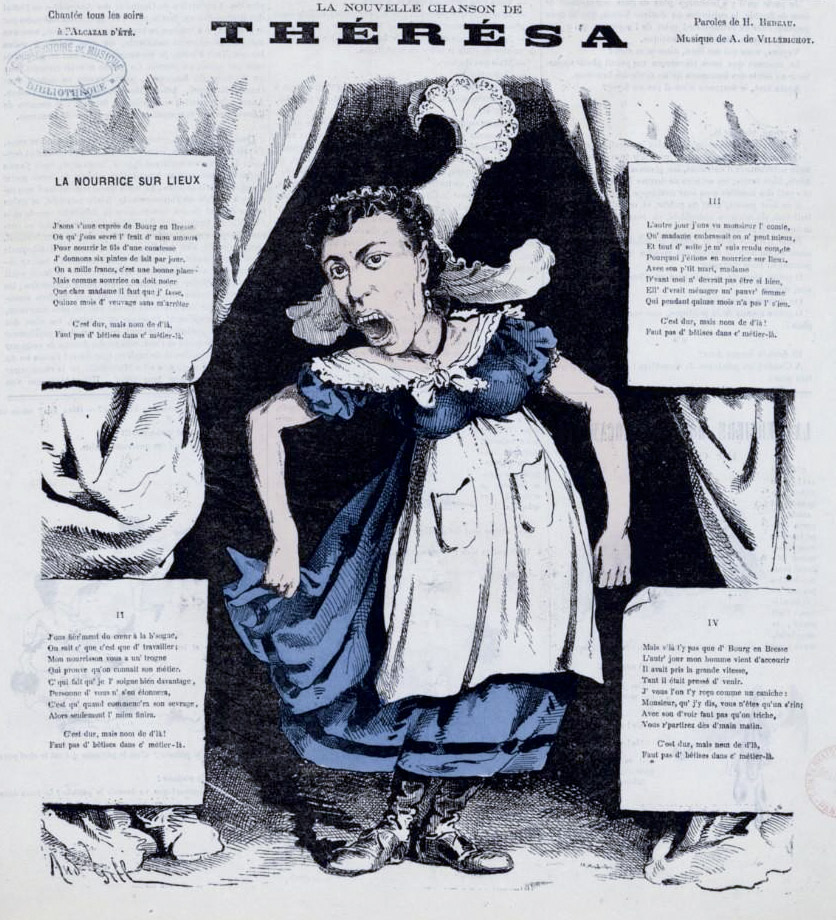
von André Gill (1866)
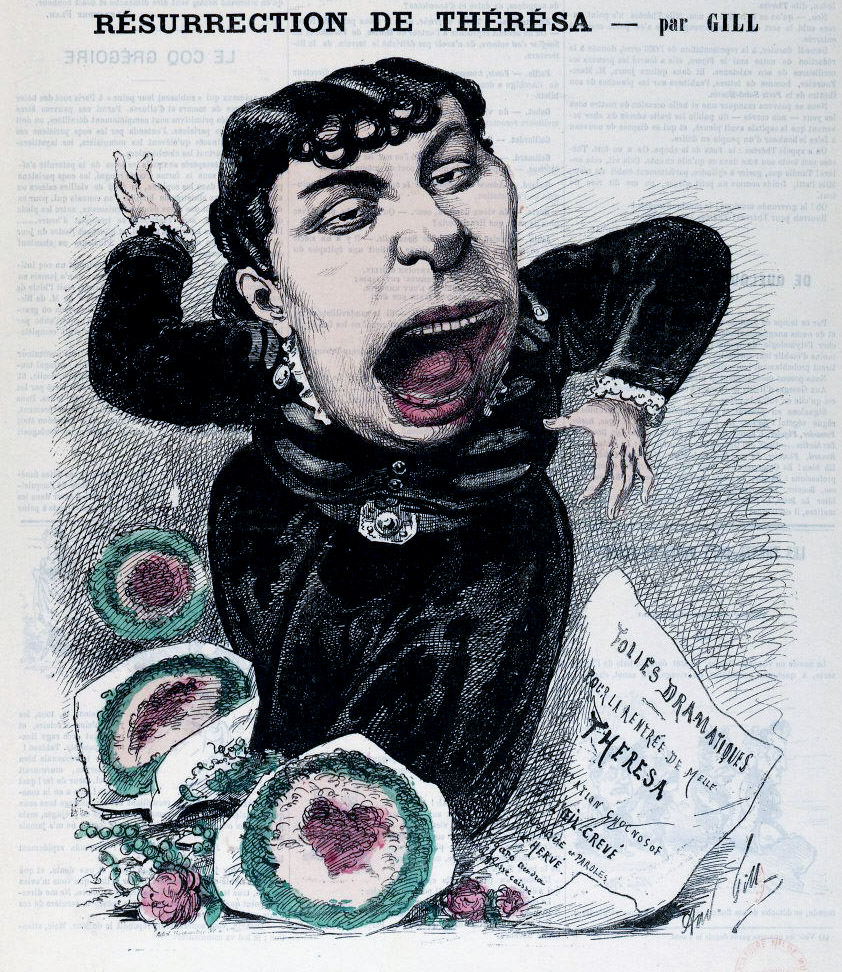
von  André Gill (1867)
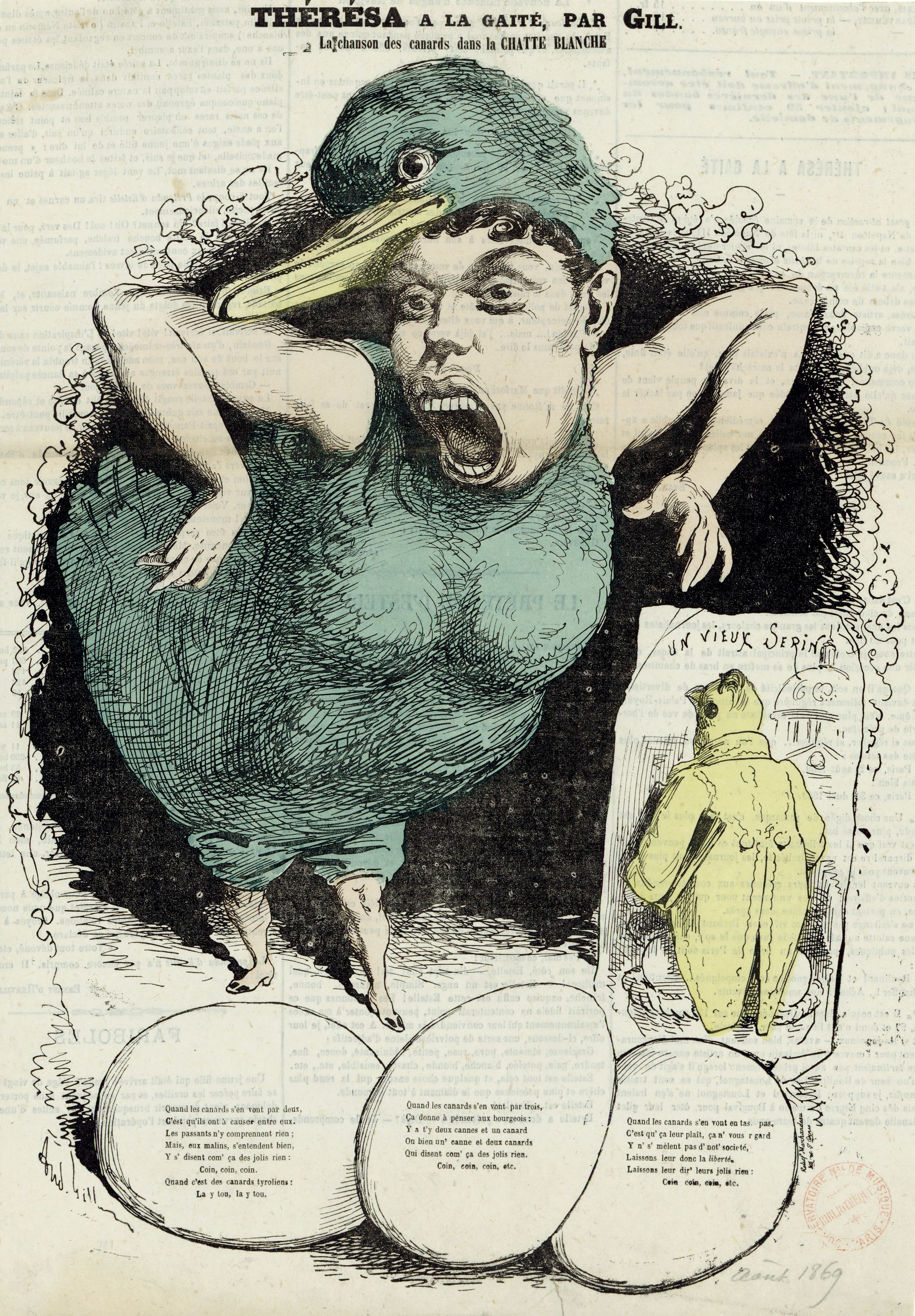
von  André Gill (1869)
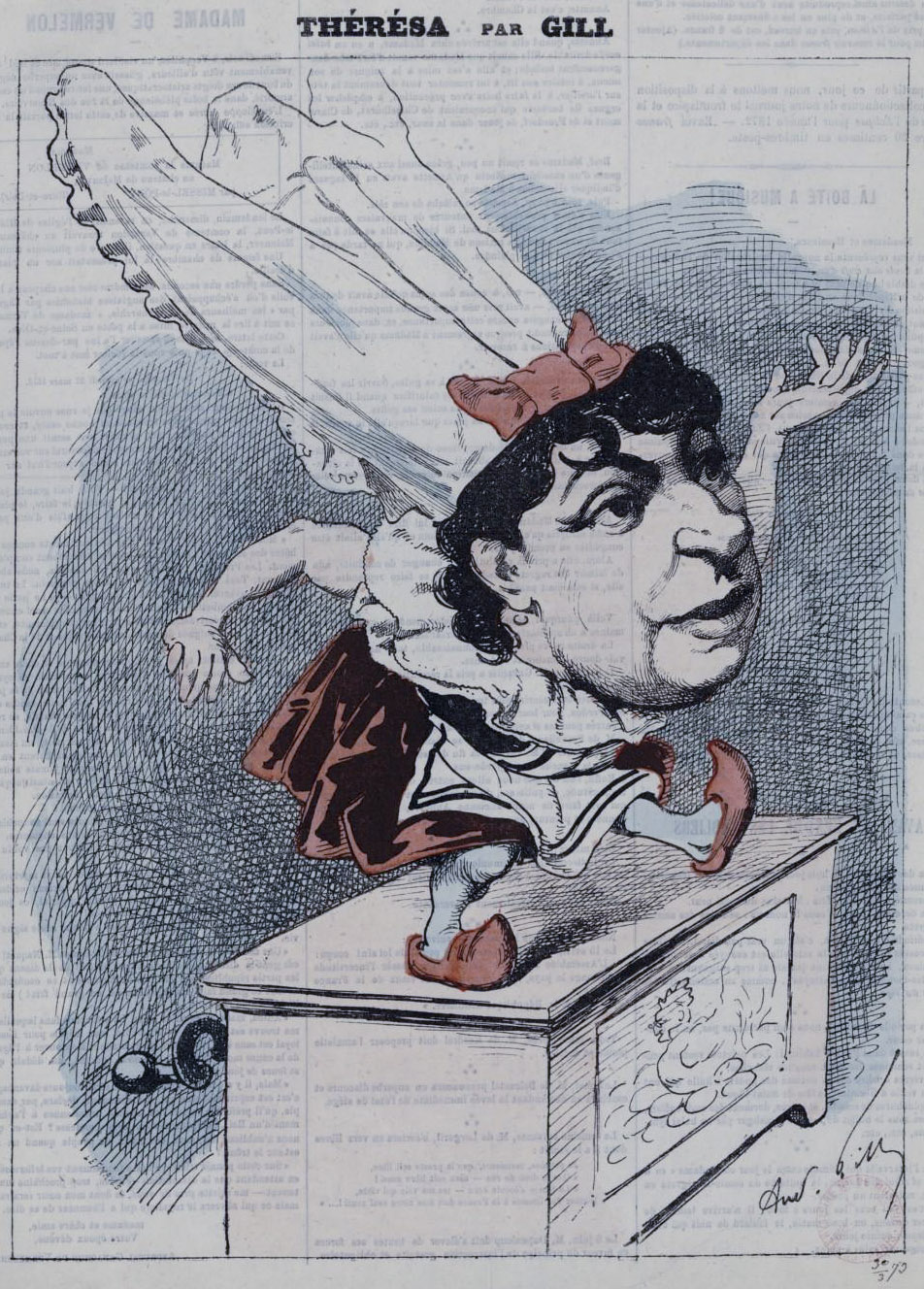
von  André Gill (1873)
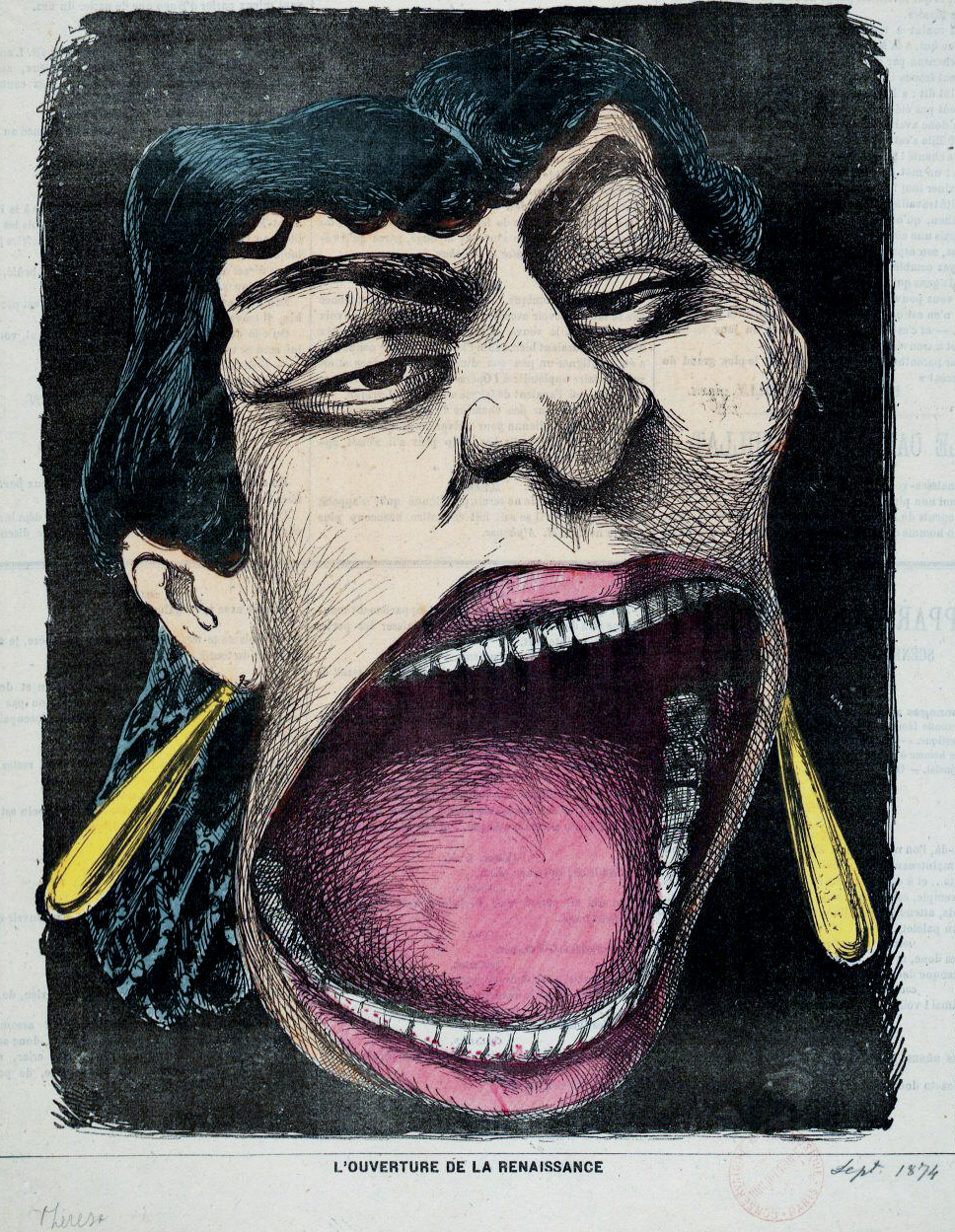
von  André Gill (1874)
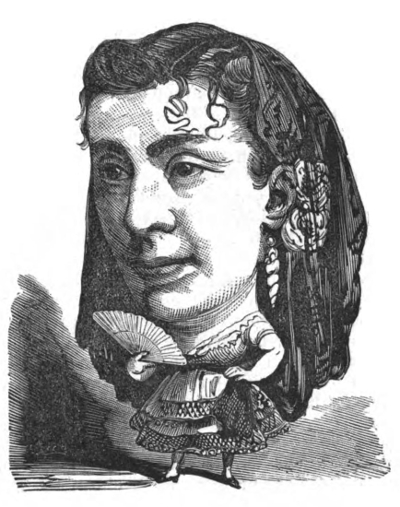
erschienen im Le Trombinoscope von Touchatout (1873)
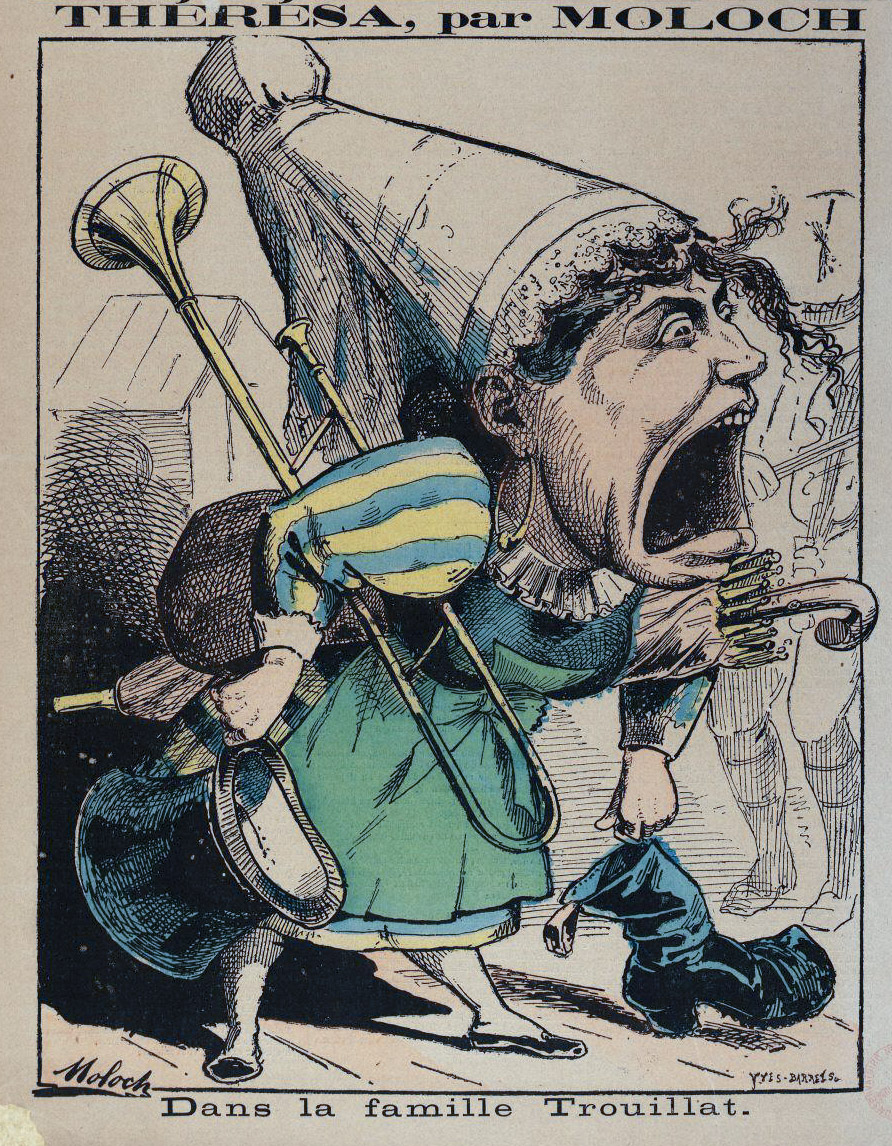
von  Hector Moloch (1874)